# Patrick Musimu
 (décembre 2011).
Si vous disposez d'ouvrages ou d'articles de référence ou si vous connaissez des sites web de qualité traitant du thème abordé ici, merci de compléter l'article en donnant les références utiles à sa vérifiabilité et en les liant à la section « Notes et références ».
Patrick Musimu, né le 10 décembre 1970 à Kinshasa (République démocratique du Congo) et mort le 21 juillet 2011 à Watermael-Boitsfort (Région bruxelloise), est un apnéiste belge spécialisé dans la pratique de l'apnée no limit.

## Biographie
Détenteur d'un Master en Sport Business Management, Mkg & Event manager et licencié en physiothérapie, Patrick Musimu est le premier homme à franchir la barre des 200 m en plongée apnée « no limit », avec une profondeur de 209 m atteinte le 30 juin 2005 au large de l'Égypte. Sur sa demande explicite, son record n'a pas été homologué par la structure officielle usuellement reconnue par les apnéistes, l'AIDA dont il s'est dissocié depuis 2002. Patrick Musimu soutient en effet que l'apnée no limit extrême est une quête et non un sport.
Patrick Musimu meurt le 21 juillet 2011, il fait un malaise au cours d'un entraînement en solitaire dans sa piscine et se noie.

## Technique
Patrick Musimu a mis au point une technique particulière, la air cavity flooding, lui permettant d'atteindre les grandes profondeurs sans subir les problèmes de pressions sur les tympans que rencontrent les autres apnéistes. En effet, il laisse ses sinus et ses oreilles moyennes se remplir d'eau de mer.
Prouesse physiologique et morphologique, la méthode de Patrick Musimu consiste à équilibrer ses tympans, non pas en utilisant de l'air mais de l'eau. Le nez est relié aux oreilles par la trompe d'Eustache, ainsi en remplissant son nez, et surtout en contrôlant la dilatation de la trompe d'Eustache (ce qui permet d'en agrandir le diamètre), il peut faire remonter l'eau inondant ensuite l'oreille moyenne, et impliquant un équilibre de la pression des deux côtés du tympan.
Les différents problèmes potentiels de cette méthode, proviennent du fait que l'oreille moyenne n'est pas conçue pour être inondée, cela peut donc provoquer des problèmes auditifs, un déséquilibre (car l'organe de l'équilibre se situe dans l'oreille interne), une infection au niveau de l'oreille moyenne par la suite car l'eau n'est pas saine et des bactéries peuvent s'y développer.

## Records du monde
- no limit tandem : – 121 m, Bonaire 26 mai 2010
- no limit : – 209,60 m, Égypte 30 juin 2005
- no limit : – 200 m, Égypte 26 juin 2005
- no limit : – 185 m, Égypte 23 juin 2005
- poids variable : – 120 m, Mexique 2002
- poids constant : – 87 m, République dominicaine 2002
- immersion libre : – 65 m, Belgique 2000
- poids constant : – 63 m, Belgique

## Record personnel
- apnée statique : 8 min 33 s